# Pulo Hagu Tanjung
Pulo Hagu Tanjung is een bestuurslaag in het regentschap Pidie van de provincie Atjeh, Indonesië. Pulo Hagu Tanjung telt 282 inwoners (volkstelling 2010).